# Постійні представники Болгарії при Організації Об'єднаних Націй
Постійний представник Болгарії при Організації Об'єднаних Націй (болг. Постоянни представители на България в ООН) — офіційна посадова особа, яка представляє Болгарію в усіх органах Організації Об'єднаних Націй. Постпред має ранг Надзвичайного і повноважного посла.

## Постійні представники Болгарії при ООН
1. Владимир Стойчев (Владимир Стойчев) (1945—1947), керівник делегації
2. Петар Вутов (Петър Вутов) (5 березня 1956 — 29 грудня 1959 рр.), постійний представник
3. Йордан Чобанов (Йордан Чобанов) (30 грудня 1959 — 2 квітня 1963 рр.)
4. Мілко Тарабанов (Милко Тарабанов) (10 травня 1963 — 4 січня 1971 рр.)
5. Геро Грозев (Геро Грозев) (26 січня 1971 — 23 липня 1976 рр.)
6. Олександр Янков (Александър Янков) (26 серпня 1976 — 5 травня 1980 рр.)
7. Борис Цвєтков (Борис Цветков) (2 вересня 1980 — 26 лютого 1988 рр.)
8. Олександр Стрезов (Александър Стрезов) (23 березня 1988 — 2 березня 1990 рр.)
9. Димитар Костов (Димитър Костов) (10 серпня 1990 — 1 вересня 1991 рр.)
10. Світломир Баєв (Светломир Баев) (16 вересня 1991 — 17 серпня 1992 рр.)[1][2]
11. Славі Пашовський (Слави Пашовски) (20 серпня 1992 — 17 травня 1997 рр.)
12. Філіп Димитров (Филип Димитров) (28 травня 1997 — 17 серпня 1998 рр.)
13. Володимир Сотіров (Владимир Сотиров) (17 серпня 1998 — 9 квітня 2001 рр.) т.п.
14. Стефан Тафров (Стефан Тафров) (9 квітня 2001 — 30 квітня 2006 рр.)
15. Іван Пиперков (Иван Пиперков) (30 квітня 2006 — 11 вересня 2007 рр.) т.п.
16. Райко Райчев (Райко Райчев) (11 вересня 2007 — 6 червня 2012 рр.)
17. Стефан Тафров (Стефан Тафров) (6 червня 2012 — 9 вересня 2016 рр.)
18. Георгі Панайотов (Георги Панайотов) (з 9 вересня 2016 — грудень 2021)
19. Лачезара Стоєва (Лачезара Стоева) (з 17 лютого 2021)[3]

## Постійні представники Болгарії при Лізі Націй
Постійні представники Болгарії в Лігі Націй
1. Димитар Міков (Димитър Миков), консул і постійний представник (з 28.03.1921, Женева)
2. Димитар Міков (Димитър Миков), постійний представник (з 3.03.1923, Берн)
3. Никола Антонов (Никола Антонов), постійний представник (з 19.02.1934, Берн)
4. Никола Момчилов (Никола Момчилов), постійний представник (з 31.07.1935, Берн)
5. Дечко Караджов (Дечко Караджов), повноважний міністр і постійний представник (з 28.09.1938, Берн)